# Ollares
Ollares (oficialmente Santa María de Ollares) es una parroquia española del municipio de Villa de Cruces, perteneciente a la provincia de Pontevedra, en la comunidad autónoma de Galicia.

## Historia
Hacia mediados del siglo XIX, el lugar, ya por entonces perteneciente a Carbia, tenía contabilizada una población de ochenta habitantes. Aparece descrito en el duodécimo volumen del Diccionario geográfico-estadístico-histórico de España y sus posesiones de Ultramar de Pascual Madoz con las siguientes palabras:

OLLARES (Sta. Maria): felig. en la prov. de Pontevedra (9 1/2 leg.), part. jud. de Lalin (3 1/4), dióc. de Santiago, ayunt. de Carbia: sit. á la izq. del r. Ulla, con buena ventilacion, y clima sano. Tiene 16 casas, y una igl. parr. (Sta. Maria) que es aneja de la de San Pedro de Salgueiros. Confina el term. N. r. Ulla; E. Ferreiros; S. Carbia, y O. la matriz. El terreno es de buena calidad, y tiene al S. el monte llamado la Magdalena, del cual bajan distintos arroyos que van al Ulla. prod.: centeno, maiz, trigo, vino ligero, castañas, patatas, frutas, hortaliza, leña y pastos; se cria ganado, caza y pesca de varias clases. pobl.: 16 vec., 80 alm. contr.: con su ayunt. (V.).
(Madoz, 1849, p. 269)

En 2022, tenía empadronados 87 habitantes.